# رود لوکنیا
رود لوکنیا (انگلیسی: Loknya) یک رودخانه در استان پسکوف کشور روسیه است.